# ساچخره
ساچخره (به گرجی: საჩხერე) شهری در استان ایمرتی گرجستان است. جمعیت این شهر طبق سرشماری سال ۲۰۰۹ میلادی ۶٬۹۰۰ نفر بوده‌است.

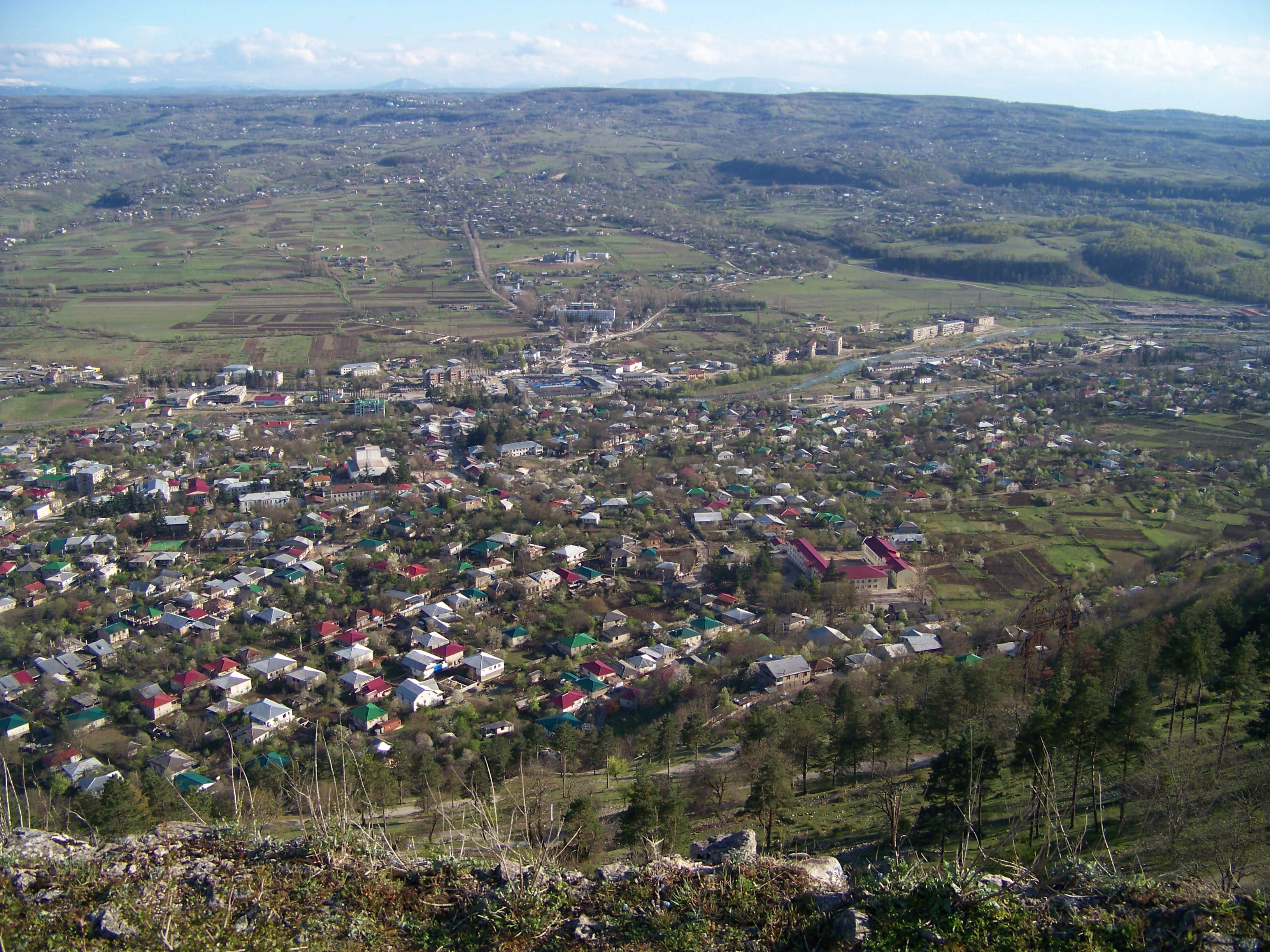
نمایی از ساچخره